# Zapornia fusca
La polluela de pecho rojo  o polluela pechirrufa (Zapornia fusca) es una especie de ave gruiforme de la familia Rallidae que vive en el sur y este de Asia.

## Descripción

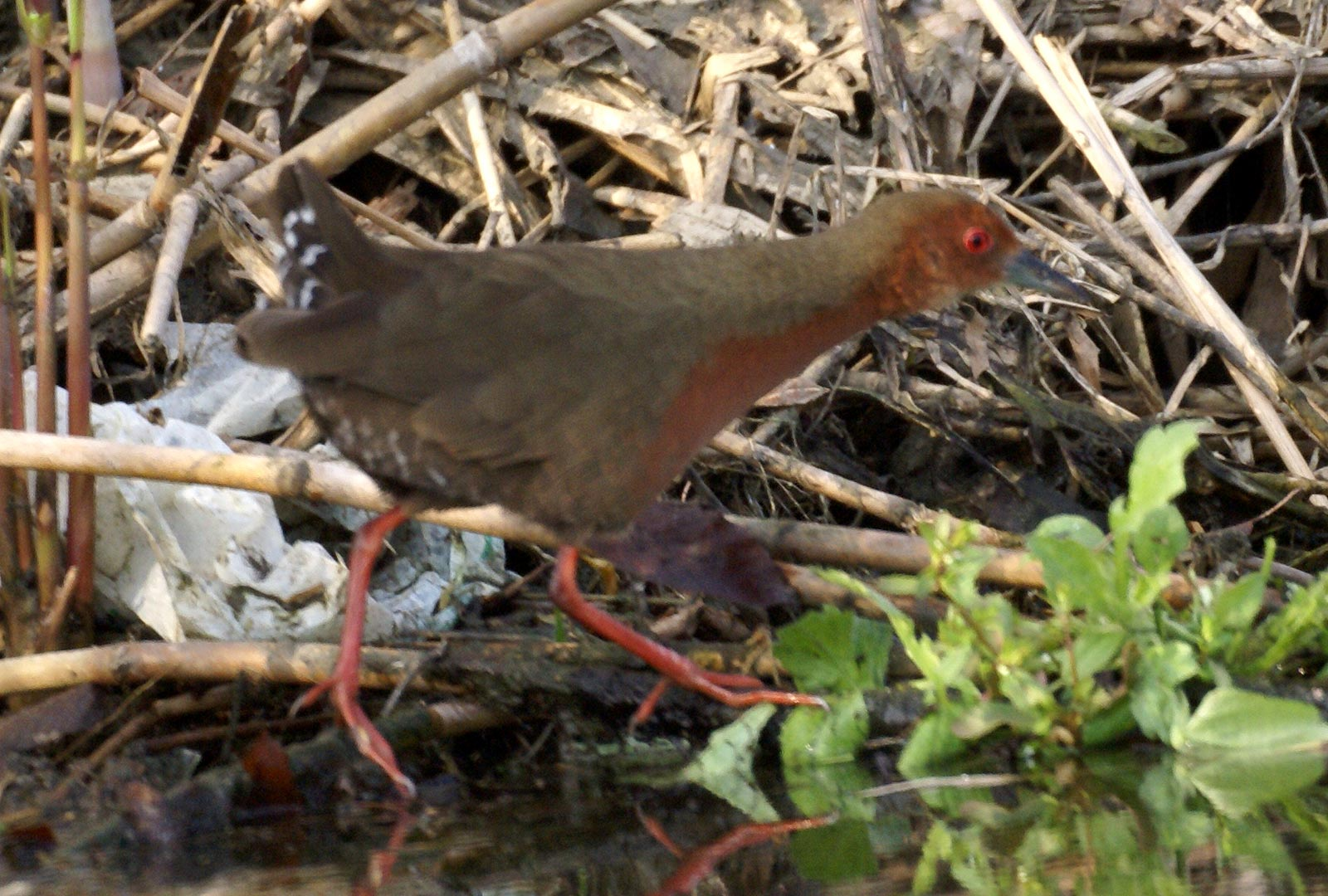
Ejemplar deambulando por una charca.

La polluela pechirrufa mide alrededor de 22–23 cm de largo. Su cuerpo está aplanado lateralmente lo que le permite desplazarse con mayor facilidad entre los carrizales y demás vegetación terrestre. Tiene largos dedos en las patas y una cola corta. El plumaje de sus partes superiores es de tonos pardos claros, mientras que su cabeza y partes superiores son de color castaño rojizo, y presenta algunas listas blancas en los flancos y bajo la cola. Su pico es puntiagudo y amarillento. El iris de sus ojos y patas son de color rojo. Ambos sexos son similares, pero los juveniles son de color pardo oscuro con moteado blanco.

## Distribución y hábitat
Su hábitat reproductivo son los pantanos y demás humedales de todo el sur y este de Asia desde el subcontinente indio hasta el China, Corea del Norte, Japón, el extremo sudoriental de Rusia, además de gran parte del archipiélago malayo. Se han registrado ejemplares divagantes hasta la isla australiana de Navidad. Es un ave sedentaria en la mayor parte de su área de distribución, aunque las poblaciones del norte migran al sur en invierno.

## Comportamiento
Esta especie sondea el barro y las aguas someras en busca de sus presas que localiza principalmente con la vista. Se alimenta de insectos y bayas, además de caracoles y otros pequeños animales.
La polluela pechirrufa son territoriales, aunque de hábitos discretos y se esconden entre la vegetación en cuanto detectan cualquier sonido. 
Anida en lugares secos del suelo entre la vegetación de marisma. Suele poner entre 6 y 9 huevos.